# Pohrebkî, Șostka
Pohrebkî (în ucraineană Погребки) este localitatea de reședință a comunei Korotcenkove din raionul Șostka, regiunea Sumî, Ucraina.

## Demografie
Componența lingvistică a localității Pohrebkî
     Ucraineană (89,01%)
     Rusă (9,85%)
     Alte limbi (0,97%)
Conform recensământului din 2001, majoritatea populației localității Pohrebkî era vorbitoare de ucraineană (89,01%), existând în minoritate și vorbitori de rusă (9,85%).